# Egidius Jünger
Egidius Jünger (ur. 6 kwietnia 1833 w Burtscheid w Nadrenii, zm. 26 grudnia 1895) – amerykański duchowny rzymskokatolicki pochodzenia niemieckiego, biskup Nesqually w latach 1879-1895.

## Życiorys
Ukończył Katolicki Uniwersytet w Lowanium. Święcenia kapłańskie otrzymał w Mechelen. Wyjechał następnie na misje do USA i osiadł w Walla Walla w stanie Waszyngton (diecezja Nesqually). Od roku 1864 był rektorem miejscowej katedry św. Jakuba w Vancouver.
6 sierpnia 1879 mianowany ordynariuszem Nesqually po rezygnacji bpa Augustina Blancheta. Urząd ten sprawował do śmierci.